# Сырейщиков, Юрий Николаевич

Ю́рий Никола́евич Сыре́йщиков (19 апреля 1931, Йошкар-Ола, Марийская автономная область, РСФСР — 28 декабря 2011, Москва, Россия) — советский партийно-административный руководитель, сотрудник КГБ СССР. Заместитель председателя Президиума Верховного Совета Марийской АССР (1967—1971), 1-й секретарь Йошкар-Олинского горкома КПСС (1966—1969). Начальник отдела Главного управления КГБ СССР (1981—1989). Лауреат Государственной премии СССР (1981). Член КПСС с 1952 года.

## Биография
Родился 19 апреля 1931 года в г. Йошкар-Оле — столице Марийской автономной области в семье агрономов.
В 1952 году вступил в КПСС. В 1954 году окончил Поволжский лесотехнический институт им. М. Горького. Активный комсомольский деятель: 1-й секретарь Йошкар-Олинского горкома ВЛКСМ (1954—1955), 2-й секретарь Марийского республиканского комитета ВЛКСМ (1954—1960).
В 1961 году перешёл на партийную работу. До 1966 года был секретарём 1-й секретарём Волжского горкома КПСС Марийской АССР, в 1966—1969 годах — 1-й секретарь Йошкар-Олинского горкома КПСС.
С 1969 года служил в органах КГБ СССР: до 1981 года — командир части специального подразделения, с 1981 года — начальник отдела Главного управления, с 1989 года — председатель Объединённого профкома. Также был председателем профсоюза работников органов безопасности Российской Федерации, членом Генерального совета Федерации независимых профсоюзов России, членом Президиума Московской федерации профсоюзов.
Избирался депутатом Верховного Совета Марийской АССР VI и VII созывов (1963—1971), в 1967—1971 годах — заместитель председателя Президиума Верховного Совета Марийской АССР. 
В 1981 году удостоен Государственной премии СССР.
Награждён орденами «Знак Почёта» (1965), Трудового Красного Знамени (1977), орденом Почёта (2005), Почётной грамотой Президиума Верховного Совета Марийской АССР, ведомственными наградами органов КГБ СССР.
Скончался 28 декабря 2011 года в Москве. 

## Звания и награды
- Государственная премия СССР (1981) — за участие в создании специализированного автоматизированного комплекса аппаратуры[1][2]
- Орден Трудового Красного Знамени (1977)[1]
- Орден «Знак Почёта» (1965)[1]
- Орден Почёта (2005)[1]
- Юбилейная медаль «За доблестный труд. В ознаменование 100-летия со дня рождения Владимира Ильича Ленина»
- Почётная грамота Президиума Верховного Совета Марийской АССР[1][2]

Ведомственные
- Нагрудный знак «Почётный сотрудник органов госбезопасности»[2]
- Медаль «За службу в контрразведке» III степени[1][2]
- Медаль «За укрепление боевого содружества»[1][2]